# Медаль «За отвагу» (Армения)
Медаль «За отвагу» — государственная награда Республики Армения.
Медаль «За отвагу» присуждается за личное мужество, проявленное при выполнении служебного или гражданского долга в условиях опасности для жизни в деле защиты Отечества и охраны общественного порядка, а также при спасательных работах.
Медалью «За отвагу» награждаются служащие Вооруженных сил, министерств внутренних дел и национальной безопасности, управлений по чрезвычайным ситуациям и таможни, а также другие лица.
Закон «О медали „За отвагу“» действует с 26 июля 1993 года (утратил силу 9 августа 2014 года).

## Награждённые медалью
В период правления Президента Армении С. Саргсяна (с 9 апреля 2008 года) медалью были награждены 230 человек, 53 из которых - посмертно.
Из 230-и награждённых 227 - граждане Армении, 3 - иностранных государств. Все 3 награждённых - граждан иностранных государств, награждены посмертно. 2 из них - граждане Российской Федерации, 1 - Туркменистана. 
3 из награждённых - женщины.